# Gołuszkowa
Gołuszkowa, Gołuszkowa Góra (715 m) – góra w Grupie Żurawnicy, która w regionalizacji fizycznogeograficznej Polski według Jerzego Kondrackiego zaliczana jest do Beskidu Małego, w nowszej regionalizacji z 2018 roku do Pasm Pewelsko-Krzeszowskich.
Wznosi się w centralnej części pasma, w jego głównym grzbiecie, pomiędzy Żurawnicą (na zachodzie) a Górą Żmijową (na wschodzie). Nazwa pochodzi od należącego do Stryszawy przysiółka Gołuszki. Z uwagi na usytuowanie i rozległość stanowi centralny element pasma. Jej dość strome i mocno rozczłonkowane, północne stoki, opadają ku dolinie Tarnawki, w południowo-wschodnim kierunku tworzy krótki grzbiet opływany przez źródłowy ciek potoku Błądzonka i Potok Gałuszkowy.
Północnymi stokami Gołuszkowej Góry, nieco poniżej jej szczytu, biegnie czerwono znakowany szlak turystyczny z Zembrzyc na Groń Jana Pawła II, natomiast stokami wschodnimi, a następnie północnymi kopuły szczytowej – zielono znakowany szlak z Suchej Beskidzkiej w masyw Łamanej Skały.
Niegdyś Gołuszkowa Góra była w większości pokryta polami uprawnymi, obecnie coraz więcej z nich zarasta lasem. Nadal jednak z polan położonych na południowych stokach, dość wysoko pod szczytem, rozciągają się rozległe widoki na Beskid Makowski i Beskid Żywiecki z Babią Górą włącznie.
Gołuszkowa znajduje się w granicach wsi Stryszawa w województwie małopolskim, w powiecie suskim.
Szlaki turystyczne
 Mały Szlak Beskidzki na odcinku: Krzeszów – stoki Żurawnicy – przełęcz Carhel – Gołuszkowa – Góra Żmijowa – Prorokowa Góra – Zembrzyce
 Sucha Beskidzka – Lipska Góra – przełęcz Lipie – Gołuszkowa Góra – przełęcz Carhel – Żurawnica – Krzeszów